# Geordan Murphy
Geordan Edward Andrew Murphy (* 19. April 1978 in Dublin) ist ein irischer Rugby-Union-Trainer und ehemaliger Spieler auf den Positionen Außendreiviertel und Schlussmann. Er war für die Leicester Tigers und die irische Nationalmannschaft aktiv.

## Biografie

### Spieler
Murphy spielte in seiner Jugend Gaelic Football, wechselte dann aber zum Newbridge College, um Rugby zu spielen. Von 1997 bis 2013, also während seiner gesamten professionellen Rugbykarriere, spielte er in England für die Leicester Tigers. Mit diesem Team gewann er 2001 und 2002 den Heineken Cup, den wichtigsten europäischen Titel für Vereinsmannschaften; 2007 und 2009 stand er zwei weitere Male im Finale. Achtmal wurde er mit den Tigers englischer Meister, und zwar in den Jahren 1999, 2000, 2001, 2002, 2007, 2009, 2010 und 2013.
Am 10. Juni 2000 gab Murphy sein Nationalmannschaftsdebüt gegen die Vereinigten Staaten und legte dabei zwei Versuche. Zwischen 2001 und 2003 spielte er in 17 Partien Irlands und erzielte weitere sieben Versuche, jedoch verletzte er sich in einem Vorbereitungsspiel zur Weltmeisterschaft 2003 schwer am Knie, so dass er für dieses Turnier ausfiel. Er kam zu den Six Nations 2004 zurück und erzielte beim wichtigen Sieg über Schottland einen Versuch zur Sicherung der Triple Crown.
2005 wurde Murphy für die Neuseeland-Tour der British and Irish Lions nominiert und kam zu zwei Einsätzen in Test Matches. Obwohl er mit den Tigers laufend Erfolge feiern konnte, gehörte er ab 2007 im Nationalteam nicht mehr unangefochten zur Stammformation, da ihm mitunter Girvan Dempsey vorgezogen wurde, mit dem er sich seitdem im Konkurrenzkampf befand. Bei der Weltmeisterschaft 2007 kam er zu drei Einsätzen und legte einen Versuch gegen Argentinien. Bei den Six Nations 2009 schafften die Iren nach 1948 zum zweiten Mal den Grand Slam, Murphy kam dabei zu drei Einsätzen. Sein letztes Spiel für die Nationalmannschaft bestritt er bei der Weltmeisterschaft 2011 im Vorrundenspiel gegen Russland.

### Trainer
Im Mai 2013 erklärte Murphy seinen Rücktritt als Spieler und gab bekannt, dass er bei den Leicester Tigers in den Trainerstab wechseln werde. Als Assistenztrainer führte er sein Team zum Gewinn des Anglo-Welsh Cup 2016/17. Im September 2017 war er kurzzeitig als Cheftrainer der Tigers tätig, da der eigentliche Cheftrainer Matt O’Connor erst gerade aus Australien eingetroffen war. Als dieser im September 2018 entlassen wurde, trat Murphy erneut an dessen Stelle. Nach der Ernennung von Steve Borthwick zum neuen Cheftrainer war Murphy ab Juli 2020 als Sportdirektor tätig, sein Vertrag wurde jedoch bereits im November desselben Jahres mit sofortiger Wirkung aufgelöst.